# Super Dodge Ball (Neo Geo)
Super Dodge Ball (くにおの熱血闘球伝説?, Kunio no Nekketsu Tōkyū Densetsu) è un videogioco arcade sportivo basato sul dodgeball, prodotto da Technos Japan Corp. e pubblicato per la piattaforma Neo Geo nel 1996. È un sequel dell'originale Super Dodge Ball e presenta personaggi della serie Kunio-kun.
È stato anche l'ultimo titolo sviluppato da Technos prima che la società fallisse, nonché l'ultimo Kunio-kun uscito nelle sale giochi. Technos testò una versione giapponese nelle sale locali, ma poiché la compagnia fallì, essa non fu pubblicata e il gioco fu distribuito solo negli Stati Uniti da SNK, sebbene inserendo una cartuccia statunitense di questo gioco in una MVS giapponese verrà visualizzata la versione in lingua madre.

## Modalità di gioco
Le regole di Super Dodge Ball sono simili a quelle della versione arcade originale degli anni 80. Due squadre si affrontano, ciascuna confinata nella propria metà campo, attaccandosi a vicenda con una palla, finché tutti i membri di una squadra non vengono eliminati. Questa volta, le squadre sono composte da soli tre membri: un capitano e due compagni di squadra. Quando la barra di vitalità di un personaggio si esaurisce completamente, invece di essere eliminato definitivamente dalla partita, viene spostato nel campo esterno della squadra avversaria, dove può ancora assistere i compagni di squadra rimasti attaccandoli dall'interno del campo avversario. I tiri potenti nel gioco vengono ora eseguiti immettendo comandi in stile picchiaduro. I capitani di ogni squadra hanno due tiri potenti, un contro tiro, uno special pass e un tiro super potente che può essere eseguito solo quando la barra di potenza della squadra è completamente piena. I compagni di squadra generici hanno solo un Ttiro potente ciascuno.
I controlli cambiano a seconda che la squadra del giocatore sia in possesso di palla (attacco) o senza (difesa). In modalità attacco, il giocatore può tirare la palla alla squadra avversaria, passarla a un compagno, saltare o fintare un tiro. In modalità difesa, il giocatore può cercare di intercettare il tiro di un avversario, accovacciarsi per evitarlo, saltare o provocare. Premendo contemporaneamente A e B in modalità difesa, il personaggio attuale del giocatore caricherà la barra di potenza (che normalmente si riempie quando il giocatore esegue tiri potenti). Quando due membri di squadre avversarie raccolgono la palla contemporaneamente, verrà chiesto loro di premere rapidamente un pulsante qualsiasi finché uno dei personaggi non supera l'altro e ottiene un tiro libero.
Nella modalità singola, il giocatore inizia scegliendo tra sette squadre e poi affronta le altre. Il torneo inizia nel campo di casa del giocatore contro una squadra Zako (piccola) composta da personaggi generici. Successivamente, il giocatore affronterà le altre sei squadre principali. Quando il giocatore sconfigge una delle squadre principali, gli verrà chiesto se accettare o meno il capitano della squadra sconfitta nella propria squadra. Se il giocatore accetta, l'avversario sconfitto sostituirà uno dei compagni di squadra, oltre al capitano. La penultima partita sarà una squadra composta esclusivamente da capitani, mentre la partita finale sarà contro il personaggio controllato esclusivamente dal computer, D.B. Maou.

## Personaggi
I capitani delle sette squadre giocabili includono i personaggi principali di Nekketsu Kōha Kunio-kun (la versione giapponese di Renegade) e due nuovi personaggi (Miyuki e Kenji).

### Capitani
- Kunio (doppiato da Ryō Horikawa) – Un duro della Nekketsu High School. I suoi Power Shot sono il Nekketsu Nut Shot e il Nekketsu Rolling Shot. Il suo Super Shot è il Nekketsu Royal Strike. È un personaggio versatile e i suoi compagni di squadra predefiniti sono Kamekichi e Musashi.
- Miyuki (doppiata da Yuka Koyama) – Una studentessa dai capelli rosa con le treccine che lavora in un parco divertimenti. I suoi Power Shot sono i Mega Wendies e il Mouse Flash. Il suo Super Shot è il Love Merry Go-Round. È un personaggio veloce e i suoi compagni di squadra sono Keiko e Kaede.
- Sabu (doppiato da Yukimasa Kishino) – Un boss della Yakuza che ha combattuto contro Kunio in passato. I suoi colpi potenti sono il Vortice Jingi e il Fuoco Yakuza. Il suo super colpo è l'Esplosione Ninkyo. È un personaggio di tipo abilità e i suoi compagni di squadra sono Akemi e Takuya.
- Kenji (doppiato da Tōru Furuya) – Un ragazzo senzatetto con pantaloni e berretto verdi dello stesso colore. I suoi poteri sono il Muscolo Uccisore e il Colpo Raffica Reale. Il suo super colpo è il Rotolamento Amichevole. È un personaggio di tipo potenza e i suoi compagni di squadra sono Makoto e Jyoji.
- Shinji (doppiato da Hisao Egawa) – Il leader di una banda di bōsōzoku. I suoi colpi potenti sono il Bari-Bari Cavalcabile e il Rotolamento Rori-Rori. Il suo super colpo è il Bari-Bari Touring. È un personaggio di tipo abilità e i suoi compagni di squadra sono Hiromitsu e Akira.
- Misuzu (doppiata da Keiko Yamamoto) – Leader di una gang tutta al femminile, assomiglia a una corpulenta signora di mezza età, nonostante sia lei stessa una studentessa delle superiori. I suoi Power Shot sono Hyakkan Love e Sexy in the Sky. Il suo Super Shot è il Dynamite Hip. È un personaggio veloce e i suoi compagni di squadra sono Gonzou e Kiyoshi.
- Riki (doppiato da Masaaki Ōkura) – Rivale amichevole di Kunio, tutore della Hanazono High School, i suoi Power Shot sono lo Skylark Shot e il Mach Shot. Il suo Super Shot è il Burning Upper. È un personaggio versatile e i suoi compagni di squadra sono Kozue e Ushimaru.
- D.B. Maou (doppiato da Daisuke Gōri) – L'avversario finale nella modalità giocatore singolo, ha pianificato il torneo per liberare il mondo dal dodgeball. Si rianima in una nuova forma dopo essere stato sconfitto una volta. I suoi compagni di squadra si chiamano Daa e Boo.

### Compagni di squadra
Ci sono cinque tipi di compagni di squadra generici in Super Dodge Ball. Ogni squadra ne ha due e la squadra Zako all'inizio della modalità singola è composta interamente da tipi generici che non fanno parte della squadra del giocatore.
- Tipi nerd – Assomigliano a un adolescente magro con un'uniforme scolastica giapponese e occhiali. Kamekichi, Kaede e Makoto appartengono a questo tipo.
- Tipi ciccioni – Assomigliano a un uomo di mezza età calvo con una canottiera. Musashi, Hiromitsu e Gonzou appartengono a questo tipo.
- Tipi ragazze atletiche – Assomigliano a un'adolescente con i capelli corti in uniforme da pallavolo. Keiko, Akemi e Kozue appartengono a questo tipo.
- Tipi delinquenti – Indossano una giacca sportiva con occhiali da sole e un'acconciatura pompadour. Takuya, Jyoji e Akira appartengono a questo tipo.
- Tipi da atleta – Assomigliano a un uomo di mezza età in tenuta da rugby. Kiyoshi e Ushimaru appartengono a questo tipo di persona, così come i due compagni di squadra di D.B. Maou (Daa e Boo).

### Personaggi non giocanti
- Angela (doppiata da Sara Nakayama) – Annunciatrice e arbitro del gioco, è la figlia di D.B. Maou, che vuole impedire al padre di distruggere lo sport del dodgeball.

## Accoglienza
Engadget ha dato una prospettiva complessivamente positiva a Super Dodge Ball. Al contrario, Andreas Knauf della rivista tedesca MAN!AC diede un parere contrastante.